# Steven Hilliard Stern
Steven Hilliard Stern (Timmins, Ontario, 1 de noviembre de 1939 - Encino, California, 27 de junio de 2018) fue un director de documentales y de televisión, guionista y productor de televisión canadiense.

## Biografía
Stern estudió al Instituto de Tecnología de la Ryerson University y sirvió en la Infantería Canadiense antes de comenzar su carrera como director. Comenzó su carrera a la publicidad, escribiendo y dirigiendo anuncios de radio y televisión, y después se trasladó a Los Ángeles en los años sesenta, donde escribió para al programa de variedades del ABC The Hollywood Palace.
La mayor parte de la producción de Stern se centró en el campo de las películas destinadas a la televisión, tanto en Estados Unidos como en Canadá, centrados en temas femeninos, thriller, cine negro, acción/aventura y, de vez en cuando, deportes. En algunos créditos aparecía como Steve Stern y Steven H. Stern en lugar del segundo nombre completo.
Stern murió en Encino, California, el 27 de junio de 2018, a los 80 años.

## Filmografía
- 1971: B.S. I Love You
- 1972: Lo B'Yom V'Lo B'Layla
- 1974: Harrad Summer
  - a.k.a. Love All Summer (USA: video title)
  - a.k.a. Student Union
- 1975: I Wonder Who's Killing Her Now?
  - a.k.a. Kill My Wife Please
- 1977: Escape from Bogen County
- 1978: The Ghost of Flight 401
- 1978: Doctors' Private Lives
- 1978: Getting Married
- 1979: Fast Friends
- 1979: Anatomia d'una seducció
- 1979: Young Love, First Love
- 1979: El corredor
- 1980: Portrait of an Escort
- 1981: Miracle on Ice
- 1981: The Devil and Max Devlin
- 1981: A Small Killing
- 1982: The Ambush Murders
- 1982: Portrait of a Showgirl
- 1982: Not Just Another Affair
- 1982: Forbidden Love
- 1982: Mazes and Monsters
- 1983: Baby Sister
- 1983: Still the Beaver
- 1983: An Uncommon Love
- 1984: Desenfunda!
- 1984: Getting Physical
- 1984: Obsessive Love
- 1985: The Undergrads (como Steven H. Stern)
- 1985: Murder in Space
- 1985: Hostage Flight
- 1986: The Park Is Mine
- 1986: Young Again
- 1986: Many Happy Returns
- 1987: Not Quite Human (como Steven H. Stern)
- 1987: Rolling Vengeance
- 1988: Man Against the Mob
- 1988: Weekend War
- 1988: Crossing the Mob
- 1989: Final Notice (como Steven H. Stern)
- 1990: Personals
- 1991: Money
- 1991: Love & Murder
- 1992: The Women of Windsor
- 1993: Morning Glory
- 1994: To Save the Children (como Steven Stern)
- 1995: Black Fox (com Steven H. Stern)
- 1995: Black Fox: The Price of Peace (como Steven H. Stern)
- 1995: El silenci de l'adulteri )
- 1995: Black Fox: Good Men and Bad (como Steven H. Stern)
- 1997: Breaking the Surface: The Greg Louganis Story
- 1998: City Dump: The Story of the 1951 CCNY Basketball Scandal (codirigida con George Roy)
- 2002: :03 from Gold (no acreditado)

|}

## Televisión
- 1976: Serpico
- 1976: Bonnie and McCloud
- 1976: McCloud (1 episodi)
- 1976: Who's Who in Neverland
- 1976-1977: Quincy M.E. (2 episodios)
- 1977: Dog and Cat
- 1977: Has Anybody Here Seen Quincy?
- 1977: Wipe-Out
- 1977: The Hardy Boys / Nancy Drew Mysteries (1 episodio)
- 1977: Half LIfe (1 episodio)
- 1977: Logan's Run (1 episodio)
- 1977: Deep Cover (TV episodio)
- 1977: Hawaii Five-O (1 episodio)
- 1981: Jessica Novak (1 episodio)
- 1981: Closeup News (TV episodio)
- 1998: Voices (TV episodio)
- 1998: The Crow: Stairway to Heaven (1 episodio)
- 1999: The Dream Team

## Premios y nominaciones
- El 1980 fue nominado al premio Genie al mejor guion original por El corredor[1]